# Бакстон (Северна Дакота)
Бакстон (енгл. Buxton) град је у америчкој савезној држави Северна Дакота.

## Демографија
По попису из 2010. године број становника је 323, што је 27 (-7,7%) становника мање него 2000. године.
| Група             | 2000.       | 2010.       |
| Белци             | 342 (97,7%) | 318 (98,5%) |
| Афроамериканци    | 0 (0,0%)    | 1 (0,3%)    |
| Азијати           | 1 (0,3%)    | 0 (0,0%)    |
| Хиспаноамериканци | 6 (1,7%)    | 3 (0,9%)    |
| Укупно            | 350         | 323         |